# B-sides & Live
B-sides & Live — збірка пісень англійської групи Echo & the Bunnymen, випущена 3 грудня 2007 року.

## Композиції
1. Marble Towers — 4:05
2. Scratch the Past — 4:09
3. Rescue — 6:33
4. A Promise — 5:16
5. Supermellow Man — 5:34
6. Ticket to Ride — 3:21
7. What If We Are — 5:09
8. Stormy Weather — 4:31
9. Make Me Shine — 3:12
10. Nothing Lasts Forever — 4:10
11. In the Margins — 5:39
12. Villiers Terrace — 5:28
13. In the Margins — 4:56
14. Nothing Lasts Forever — 5:57
15. Killing Moon — 4:44
16. Lips Like Sugar — 4:30

## Учасники запису
- Іен Маккаллох — вокал
- Уїлл Сарджент — гітара
- Стівен Бреннан — бас гітара
- Горді Гоуді — гітара
- Кері Джеймс — клавішні
- Ніколас Килрой — ударні